# سركوك سفندري الورق
سركوك سفندري الورق (الاسم العلمي Sarcococca ruscifolia)، نوع من السركوك. ساقة منتصبة تعلو نحو 200 سم. أوراقة لامعة النصل تطول من 3 إلى 5 سم. أزهاره صغيرة الحجم، صفراء اللون الباهت. ثماره كروية الشكل حمراء اللون، عنبية الحجم. مهده الصين.